# Sultan Pasha al-Atrash

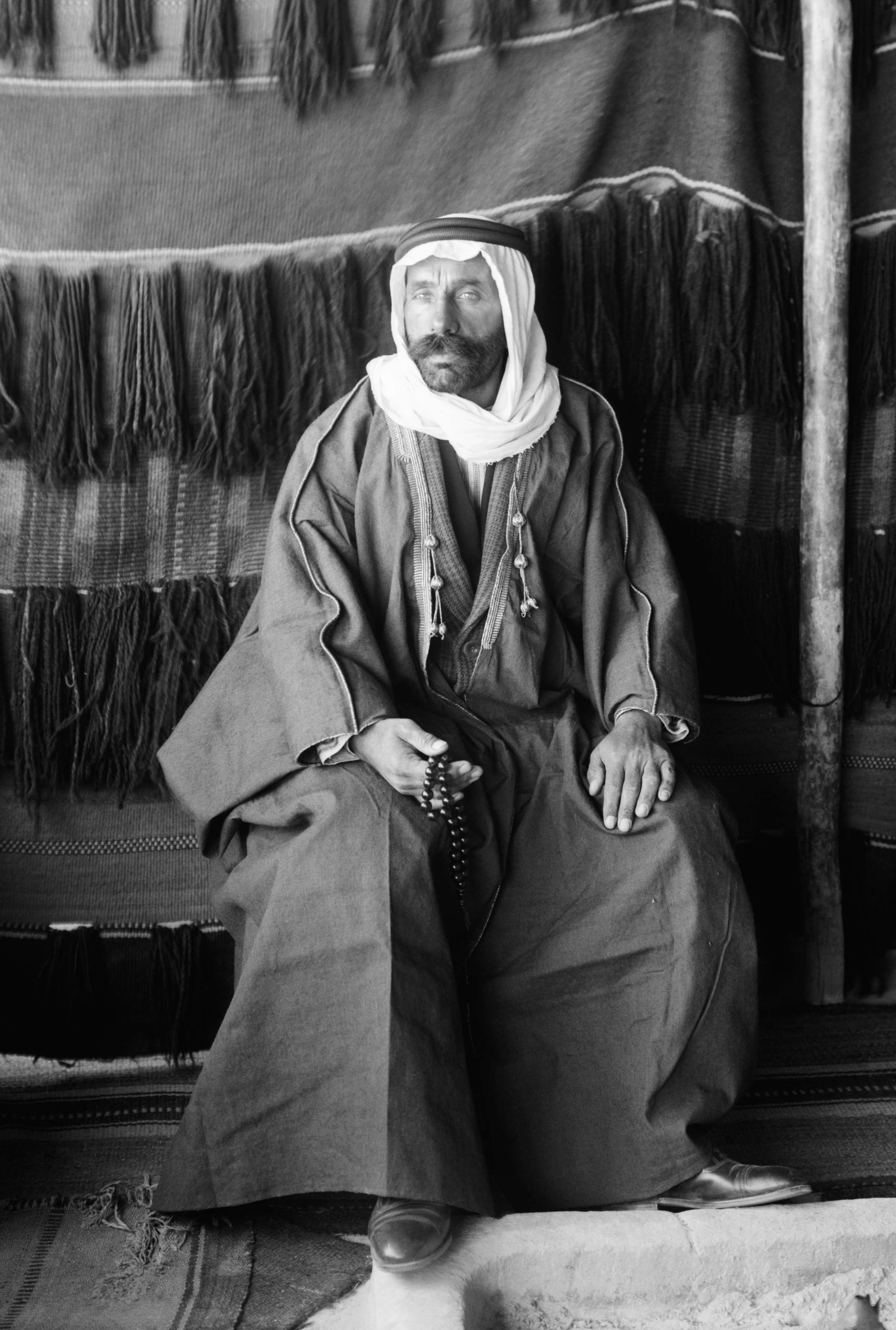
O sultão Pasha Al-Atrash

Sultan al-Atrash (em árabe: طان الأطرش) (nascido em 5 de março de 1891 – 26 de março de 1982), mais conhecido como Sultan Pasha al-Atrash (árabe: سلطان باشا الأطرش) foi um famoso líder árabe druso, sírio nacionalista e Comandante General da Grande Revolta Síria (1925–27). Ele lutou contra os otomanos, franceses e mesmo contra o governo sírio nos dias da ditadura. Uma das figuras mais influentes da história síria e drusa, ele desempenhou um papel importante na decisão do destino de Jabal al-Druze e da Síria em geral.